# Baryscapus gradwelli
Baryscapus gradwelli är en stekelart som beskrevs av Graham 1991. Baryscapus gradwelli ingår i släktet Baryscapus och familjen finglanssteklar.
Artens utbredningsområde är:
- Frankrike.
- Tyskland.
- Nederländerna.
- Spanien.
- Sverige.

Arten är reproducerande i Sverige. Inga underarter finns listade.